# Route nationale 53bis
Die N53bis war von 1839 bis 1973 eine Nationalstraße in Frankreich.
Die Straße stellte eine Zweigstrecke von der Nationalstraße N53 dar. Sie zweigte in Thionville ab und verlief zur Grenze mit Deutschland bei Perl. Die Gesamtlänge betrug eine Länge von 20,5 Kilometern. Ihr Streckenverlauf lag komplett im Département Moselle.
1973 wurde die Nationalstraße zur Nationalstraße N153 umgewidmet, die im Jahr 2006 zur Département-Straße D654, in Yutz und Thionville als D953A bezeichnet, herabgestuft wurde.